# Peter Wallmark
Hans Peter Wallmark, född 27 december 1962 i Enskede församling i Stockholms stad, är en svensk politiker och fram till april 2022 gruppledare för Sverigedemokraterna i Stockholms stad. Han var ledamot i Stockholms kommunfullmäktige och i kommunstyrelsen. Han var även invald som ledamot i stadsbyggnadsnämnden, trafiknämnden, exploateringsnämnden och fastighetsnämnden i Stockholms stad. Peter Wallmark var distriktsordförande för partiets stockholmsdistrikt.

## Politik
Under 2020 presenterade Peter Wallmark förslag till ett flertal byggprojekt i kommunen.
Sommaren 2021 kritiserade kulturborgarrådet Jonas Naddebo Sverigedemokraterna i Stockholms stad för att driva en "kulturkamp". Wallmark svarade och klargjorde i Svenska Dagbladet om partiets kulturpolitik: "Sverigedemokraterna föreslår att man byter ut fasaden på den kritiserade utbyggnaden av Liljevalchs på Djurgården." Wallmark menade att det skulle harmonisera mer med den gamla delen av Liljevalchs konsthall.

## Kritiserad SD-politiker
2019 avslöjade Aftonbladet och DN att Wallmark efter valet 2018 anställt sig själv som politisk sekreterare och att skattepengar ska ha gått till privata utgifter.
I februari 2022 stängdes Wallmark av från partiet med motiveringen att det pågår en internutredning om oegentligheter kring honom. Den 25 april samma år meddelade SD:s pressavdelning att Wallmark uteslutits ur partiet. Han efterträddes av Gabriel Kroon i maj samma år.